# Кабул (провинция)
Кабу́л (пушту ‎и дари کابل — Кабуль) — одна из тридцати четырёх провинций (вилаятов) Афганистана, расположена на востоке страны. Административный центр — столица Афганистана — Кабул. Территория — 4 462 км² с населением 3 528 000 человек на 2007 год.

## История
В начале 13-го столетия Кабул считался одним из самых красивых мест в мире, был культурным центром. С тех пор эта красота уничтожена в тяжелых и кровопролитных войнах, оккупантами и интервентами, кое-что и самими талибами.

## Административное деление
В состав провинции входит 15 районов:
- Баграми
- Чахар-Асиаб
- Дех-Сабз
- Фарза
- Гулдара
- Исталиф
- Кабул
- Калакан
- Хаки Джаббар
- Мир Бача Кот
- Муссахи
- Пагман
- Карабаг
- Шакардара
- Сароби

## Экономика
В провинции расположена самая мощная гидроэлектростанция Афганистана ГЭС Наглу.